# Список объектов всемирного наследия ЮНЕСКО в Камеруне
В спи́ске объе́ктов Всеми́рного насле́дия ЮНЕ́СКО в Камеру́не значатся 2 наименования (на 2014 год), это составляет 0,2 % от общего числа (1248 на 2025 год).
Оба объекта включены в список по природным критериям.
Кроме этого, по состоянию на 2014 год, 12 объектов на территории государства находятся в числе кандидатов на включение в список всемирного наследия, в том числе 6 — по культурным, 5 — по природным и 1 — по смешанным критериям.
Камерун ратифицировал Конвенцию об охране всемирного культурного и природного наследия 7 декабря 1982 года. Первый объект на территории Камеруна был занесён в список в 1987 году на 11-й сессии Комитета всемирного наследия ЮНЕСКО.

## Список
| # | Изображение | Название | Местоположение            | Время создания | Год внесения в список | №    | Критерии |
| - | ----------- | --- | ------------------------- | -------------- | --------------------- | ---- | -------- |
| 1 |             | Фаунистический заповедник Джа (фр. Réserve de faune du Dja) (англ. Dja Faunal Reserve)                                                           | Восточный и Южный регионы | —              | 1987                  | 407  | ix, x    |
| 2 |             | Лес Санга трёх наций · (фр. Trinational de la Sangha): · а) Нубале-Ндоки ( Республика Конго); · б) Лобеке ( Камерун); · в) Дзанга-Санга ( ЦАР) · | Восточный регион          | —              | 2012                  | 1380 | ix, x    |

## Предварительный список
В таблице объекты расположены в порядке их добавления в предварительный список. В данном списке указаны объекты, предложенные правительством Камеруна в качестве кандидатов на занесение в список всемирного наследия.
| #  | Изображение | Название | Местоположение                                                 | Время создания        | Год внесения в список | №    | Критерии         |
| -- | ----------- | --- | -------------------------------------------------------------- | --------------------- | --------------------- | ---- | ---------------- |
| 1  |             | Дворец вождя в городе Бафут (фр. La chefferie de Bafut)                                                                               | Северо-Западный регион                                         |                       | 2018                  | 6320 | i, iii, v, vi    |
| 2  |             | Памятник археологии Шум Лака (фр. Site archéologique de Shum Laka )                                                                   | Северо-Западный регион                                         | 30000 - 400 лет назад | 2018                  | 6331 | iii, iv, v       |
| 3  |             | Мегалиты Саа (фр. Mégalithiques de Saa)                                                                                               | Центральный регион                                             |                       | 2018                  | 6326 | iii, iv, v       |
| 4  |             | Наскальные изображения Бидзара (фр. Les Gravures Rupestres de Bidzar )                                                                | Северный регион                                                | 3000 - 300 лет назад  | 2018                  | 6322 | i                |
| 5  |             | Археологические памятники Дий-Гид-Бий в горах Мандара (фр. Les Diy-Gid-Biy du Mont Mandara)                                           | Крайнесеверный регион                                          | XV век                | 2018                  | 6328 | iii, v, vi       |
| 6  |             | Дворец в городе Рей-Буба (фр. Le Lamidat de Rey-Bouba)                                                                                | Северный регион                                                | XIX век               | 2018                  | 6329 | i, ii, iii       |
| 7  |             | Водопады Лобе (фр. Les chutes de la Lobé)                                                                                             | Южный регион                                                   | —                     | 2018                  | 6330 | v, vi, vii       |
| 8  |             | Национальный парк Коруп (фр. Parc national de Korup)                                                                                  | Юго-Западный регион                                            | —                     | 2018                  | 6313 | vii, viii, ix, x |
| 9  |             | Национальный парк Кампо-Маан (фр. Parc national de Campo Ma’an)                                                                       | Южный регион                                                   | —                     | 2018                  | 6312 | vii, viii, ix, x |
| 10 |             | Национальный парк Ваза (фр. Parc national de Waza)                                                                                    | Крайнесеверный регион                                          | —                     | 2018                  | 6316 | ix, x            |
| 11 |             | Комплекс национальных парков Бумба-Бек и Нки (фр. Complexe des parcs nationaux de Boumba Bek et de Nki )                              | Восточный регион                                               | —                     | 2018                  | 6308 | vii, ix, x       |
| 12 |             | Камерунская часть озера Чад (фр. Partie camerounaise du Lac Tchad )                                                                   | Крайнесеверный регион                                          | —                     | 2018                  | 6318 | v, x             |
| 13 |             | Национальный парк Бубанджида (фр. Parc National de Bouba Ndjidda)                                                                     | Северный регион                                                | —                     | 2018                  | 6310 | ix, x            |
| 14 |             | Порт работорговли Бимбия и связанные с ним объекты (фр. Le Port d'esclaves de Bimbia et ses sites associés)                           | Юго-Западный регион, Северо-Западный регион, Прибрежный регион | XV — XIX века         | 2018                  | 6319 | vi               |
| 15 |             | Башня Гото-Гульфе (фр. La Tour de Goto Goulfey)                                                                                       | Крайнесеверный регион                                          |                       | 2018                  | 6321 | i, iii           |
| 16 |             | Мегалиты Джохонга (фр. Les mégalithes de Djohong)                                                                                     | Адамава                                                        |                       | 2018                  | 6323 | i, iv, v         |
| 17 |             | Железнодорожные туннели Ньока (фр. Les Tunnels ferroviaires de Njock )                                                                | Центральный регион                                             | XX век                | 2018                  | 6327 | iv, vi           |
| 18 |             | Национальный парк Такаманда (фр. Takamanda National Park)                                                                             | Юго-Западный регион                                            | —                     | 2018                  | 6315 | ix, x            |
| 19 |             | Большие дома традиционных вождей в регионе Камерунского нагорья (фр. La Grande Case dans la Chefferie traditionnelle des Grassfields) | Западный регион, Северо-Западный регион                        |                       | 2018                  | 6332 | ii               |